# خانه سعیدی فیروزآباد
خانه سعیدی فیروزآباد مربوط به اوایل دوره قاجار است و در میبد، محله فیروز آباد، خیابان شهید فاضلی کوچه ۲۷ واقع شده و این اثر در تاریخ ۲ بهمن ۱۳۸۲ با شمارهٔ ثبت ۱۰۸۸۷ به‌عنوان یکی از آثار ملی ایران به ثبت رسیده است.